# Jazz Band Młynarski-Masecki
Jazz Band Młynarski-Masecki – polski zespół jazzowy założony przez Jana Emila Młynarskiego i Marcina Maseckiego, grający w stylu przedwojennym, na podobieństwo polskich orkiestr jazzowych okresu międzywojennego, a jednocześnie stosujący nowoczesne aranżacje.
W listopadzie 2017 ukazała się ich debiutancka płyta zatytułowana „Noc w wielkim mieście”, promowana przez jowialnie wykonany singel „Abduł Bey". Teledysk do tego utworu zdobył nagrodę Fryderyka 2018.

## Skład zespołu
- Jan Emil Młynarski - śpiew, bandżola
- Marcin Masecki - pianino
- Tomasz Duda - saksofon altowy, klarnet
- Michał Fetler - saksofon altowy, klarnet
- Jarosław Bothur - saksofon C-melody, klarnet
- Piotr Wróbel - suzafon
- Jerzy Rogiewicz - perkusja

## Dyskografia

### Albumy
- 2017: Noc w wielkim mieście  – platynowa płyta[3]
- 2019: Płyta z zadrą w sercu[4] – złota płyta[5]

### Single
- 2017: „Abduł Bey"